# کالمان گرانسسری
کالمان گرانسسری (انگلیسی: Kalman Gerencseri) (زادهٔ ۹ ژانویهٔ ۱۹۴۵ – درگذشتهٔ ۲۳ اوت ۲۰۲۳) بازیکن فوتبال در پست هافبک اهل فرانسه بود.